# Ove Andersson
Ove Andersson (Uppsala, 3 januari 1938 – Oudtshoorn, 11 juni 2008) was een Zweeds rallyrijder en oprichter en hoofd van Toyota Team Europe; de sportieve afdeling van Toyota. In de rol van teambaas wist Andersson met Toyota tot drie titels bij de constructeurs te reiken in het Wereldkampioenschap rally, en onder zijn hoede werd er ook vier keer een Toyota-rijder wereldkampioen.
Toyota verliet de rallysport na het seizoen 1999 en begon onder leiding van Andersson met de ontwikkeling van een Formule 1-auto. In het debuutjaar van Toyota in de Formule 1 in 2002, vervulde Andersson nog de rol van teambaas.

## Carrière

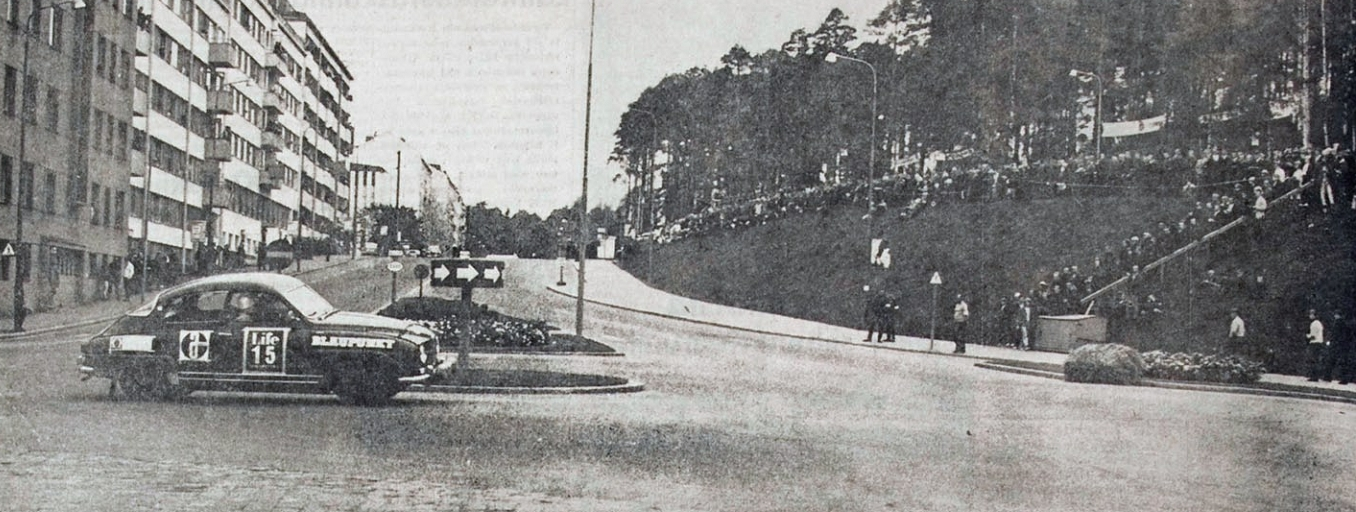
Andersson met een Saab 96 actief tijdens de Rally van Finland in 1965

Ove Andersson maakte in 1961 zijn debuut in de rallysport. Hij profileerde zich als privé-rijder en in 1970 werd hij fabrieksrijder bij de combinatie Alpine-Renault. Achter het stuur van de Alpine A110 was hij in 1971 de meest succesvolle rijder in het Internationaal kampioenschap voor constructeurs, toen hij gedurende het seizoen vier rally's van de kalender op zijn naam schreef, waaronder die van Monte Carlo en de Griekse Acropolis Rally. Hiermee gaf hij een grote bijdrage aan de constructeurstitel van Alpine-Renault aan het einde van het seizoen. Tot het inaugurele seizoen van het Wereldkampioenschap rally was hij actief bij Alpine-Renault, echter had hij op dat moment al een start gemaakt met deelnames in Toyota-modellen. Onder de vlag van 'Andersson Motorsport', vormde hij gedurende de jaren zeventig een profiel voor Toyota in de rallysport. De uitzondering kwam met een overwinning in de Safari Rally in 1975 met een Peugeot 504. Halverwege de jaren zeventig werd het team omgedoopt tot 'Toyota Team Europe', en het WK-programma werd steeds serieuzer genomen, met Andersson vanaf begin jaren tachtig ging concentreren op het teammanagement. Ten tijde van het Groep B-segment midden jaren tachtig, was Toyota nog geen grootmacht in het kampioenschap, maar wist het wel succes te boeken in de langeafstandswedstrijden buiten Europa, met name de drie opeenvolgende overwinningen in de Safari van 1984, 1985 en 1986. Inmiddels onder Groep A reglementen werd Toyota vanaf eind jaren tachtig een van de voorliggende pionnen in het kampioenschap. De piek werd bereikt in de eerste helft van de jaren negentig, toen Andersson het team van Toyota naar twee constructeurs- en vier rijderstitels wist te dirigeren. Een derde constructeurstitel werd nog bijgeschreven in het seizoen 1999, wat uitgerekend Toyota's laatste actieve seizoen werd als fabrieksteam in het WK Rally.
Nadat de rallyactiviteiten werden stopgezet, begon de sportieve afdeling van Toyota onder leiding van Andersson met de ontwikkeling van een Formule 1-auto, die in 2001 voor het eerst werd geopenbaard. Toyota F1 debuteerde in de Formule 1 in 2002, met Andersson fungerend als teambaas. In 2003 ging Andersson met pensioen, maar hij hield desondanks de rol aan van hoofdadviseur van het team.
Andersson bleef een liefhebber van deelnames aan historische rally's. In juni 2008 nam deel aan een Zuid-Afrikaanse rally met een Volvo PV 544. Andersson reed op de openbare weg toen hij een vrachtwagen onopgemerkt tegemoetkwam en daar frontaal tegen aan botste. Zijn bijrijder had enkel een gebroken been, maar bij Andersson moest er reanimatie aan te pas komen, wat uiteindelijk niet mocht baten. Ove Andersson overleed ter plekke, op 70-jarige leeftijd. Tijdens de Grote Prijs van Frankrijk op 22 juni 2008 droeg het gehele Toyota Formule 1 Team een zwarte band.

## Complete resultaten in het Wereldkampioenschap rally
| Gedetailleerde resultaten | Gedetailleerde resultaten              | Gedetailleerde resultaten | Gedetailleerde resultaten | Gedetailleerde resultaten  | Gedetailleerde resultaten  | Gedetailleerde resultaten | Gedetailleerde resultaten | Gedetailleerde resultaten | Gedetailleerde resultaten |
| Seizoen                   | Rally                                  | Navigator                 | Nr.                       | Inschrijving               | Auto                       | Gr.                       | Pos.                      | Punten                    | Pos. in WK                |
| ------------------------- | -------------------------------------- | ------------------------- | ------------------------- | -------------------------- | -------------------------- | ------------------------- | ------------------------- | ------------------------- | ------------------------- |
| 1973                      | 42ème Rallye Automobile de Monte-Carlo | Jean Todt                 | 15                        | Alpine Renault Elf         | Alpine-Renault A110 1800   | 4                         | 2                         | -                         | -                         |
| 1973                      | 24th International Swedish Rally       | Piero Sodano              | 6                         | Lancia Marlboro            | Lancia Fulvia 1.6 HF Coupé | 4                         | NF                        | -                         | -                         |
| 1973                      | 7º TAP Rallye de Portugal              | Jean Todt                 | 9                         | Team Toyota                | Toyota Celica              | 2                         | NF                        | -                         | -                         |
| 1973                      | 21st East African Safari Rally         | Jean Todt                 | 7                         | Marshalls East Africa Ltd. | Peugeot 504                | 2                         | 3                         | -                         | -                         |
| 1973                      | 21st Acropolis Rally                   | Gunnar Häggbom            | 4                         | Team Toyota                | Toyota Celica              | 2                         | NF                        | -                         | -                         |
| 1973                      | 44. Österreichische Alpenfahrt         | Gunnar Häggbom            | 9                         | Team Toyota                | Toyota Celica              | 2                         | 8                         | -                         | -                         |
| 1973                      | 29th Daily Mirror RAC Rally            | Geraint Phillips          | 9                         | Team St. Bruno             | Toyota Celica              | 2                         | 12                        | -                         | -                         |
| 1974                      | 8º TAP Rallye de Portugal              | Arne Hertz                | 3                         | Team Toyota                | Toyota Corolla             | 2                         | 4                         | -                         | -                         |
| 1974                      | 22nd Safari Rally                      | Arne Hertz                | 4                         | Marshalls East Africa Ltd. | Peugeot 504                | 2                         | NF                        | -                         | -                         |
| 1974                      | 30th Lombard RAC Rally                 | Arne Hertz                | 14                        | Team Toyota                | Toyota Corolla             | 2                         | NF                        | -                         | -                         |
| 1975                      | 23rd Safari Rally                      | Arne Hertz                | 26                        | Marshalls East Africa Ltd. | Peugeot 504                | 2                         | 1                         | -                         | -                         |
| 1975                      | 22nd Acropolis Rally                   | Arne Hertz                | 6                         | Team Toyota                | Toyota Corolla             | 2                         | NF                        | -                         | -                         |
| 1975                      | 9º Rallye de Portugal Vinho do Porto   | Arne Hertz                | 9                         | Team Toyota                | Toyota Corolla             | 2                         | 3                         | -                         | -                         |
| 1975                      | 31st Lombard RAC Rally                 | Arne Hertz                | 5                         | Team Toyota                | Toyota Celica              | 2                         | NF                        | -                         | -                         |
| 1976                      | 10º Rallye de Portugal Vinho do Porto  | Arne Hertz                | 2                         | Toyota Team Europe         | Toyota Celica 2000GT       | 4                         | 2                         | -                         | -                         |
| 1976                      | 23rd Acropolis Rally                   | Claes Billstam            | 2                         | Toyota Team Europe         | Toyota Celica 2000GT       | 4                         | NF                        | -                         | -                         |
| 1976                      | 32nd Lombard RAC Rally                 | Martin Holmes             | 8                         | Toyota Team Europe         | Toyota Corolla             | 4                         | 5                         | -                         | -                         |
| 1977                      | 11º Rallye de Portugal Vinho do Porto  | Henry Liddon              | 4                         | Toyota Team Europe         | Toyota Celica 2000GT       | 4                         | 3                         | -                         | -                         |
| 1977                      | 24th Acropolis Rally                   | Henry Liddon              | 4                         | Toyota Team Europe         | Toyota Celica 2000GT       | 4                         | NF                        | -                         | -                         |
| 1978                      | 12º Rallye de Portugal Vinho do Porto  | Henry Liddon              | 6                         | Toyota Team Europe         | Toyota Celica 2000GT       | 4                         | 4                         | -                         | -                         |
| 1978                      | 25th Acropolis Rally                   | Henry Liddon              | 2                         | Toyota Team Europe         | Toyota Celica 2000GT       | 4                         | NF                        | -                         | -                         |
| 1979                      | 13º Rallye de Portugal Vinho do Porto  | Henry Liddon              | 4                         | Toyota Team Europe         | Toyota Celica 2000GT       | 4                         | 3                         | 20                        | 13                        |
| 1979                      | 26th Acropolis Rally                   | Henry Liddon              | 5                         | Toyota Team Europe         | Toyota Celica 2000GT       | 4                         | NF                        | 20                        | 13                        |
| 1979                      | 11ème Rallye Côte d'Ivoire             | Henry Liddon              | 5                         | Toyota Team Europe         | Toyota Celica 2000GT       | 4                         | 5                         | 20                        | 13                        |
| 1980                      | 14º Rallye de Portugal Vinho do Porto  | Henry Liddon              | 6                         | Toyota Team Europe         | Toyota Celica 2000GT       | 4                         | 6                         | 12                        | 24                        |
| 1980                      | 27th Acropolis Rally                   | Henry Liddon              | 6                         | Toyota Team Europe         | Toyota Celica 2000GT       | 4                         | 6                         | 12                        | 24                        |
| 1980                      | 12ème Rallye Côte d'Ivoire             | Henry Liddon              | 1                         | Premoto Toyota             | Toyota Celica 2000GT       | 4                         | NF                        | 12                        | 24                        |
| 1982                      | 14ème Rallye Côte d'Ivoire             | Robbie Gröndahl           | 10                        | Premoto Toyota             | Toyota Celica 2000GT       | 4                         | NF                        | 0                         | -                         |

| Seizoen | Inschrijving               | Auto                       | 1     | 2      | 3      | 4      | 5      | 6      | 7      | 8   | 9     | 10     | 11     | 12     | 13  | Pos. | Punten |
| ------- | -------------------------- | -------------------------- | ----- | ------ | ------ | ------ | ------ | ------ | ------ | --- | ----- | ------ | ------ | ------ | --- | ---- | ------ |
| 1973    | Alpine Renault Elf         | Alpine-Renault A110 1800   | MON 2 |        |        |        |        |        |        |     |       |        |        |        |     | -    | -      |
| 1973    | Lancia Marlboro            | Lancia Fulvia 1.6 Coupé HF |       | ZWE NF |        |        |        |        |        |     |       |        |        |        |     | -    | -      |
| 1973    | Team Toyota                | Toyota Celica              |       |        | POR NF |        |        | GRI NF | POL    | FIN | OOS 8 | ITA    | VST    |        |     | -    | -      |
| 1973    | Team St. Bruno             | Toyota Celica              |       |        |        |        |        |        |        |     |       |        |        | GBR 12 | FRA | -    | -      |
| 1973    | Marshalls East Africa Ltd. | Peugeot 504                |       |        |        | KEN 3  | MAR    |        |        |     |       |        |        |        |     | -    | -      |
| 1974    | Team Toyota                | Toyota Corolla             | POR 4 |        |        |        |        |        | GBR NF | FRA |       |        |        |        |     | -    | -      |
| 1974    | Marshalls East Africa Ltd. | Peugeot 504                |       | KEN NF | FIN    | ITA    | CAN    | VST    |        |     |       |        |        |        |     | -    | -      |
| 1975    | Marshalls East Africa Ltd. | Peugeot 504                | MON   | ZWE    | KEN 1  |        |        |        |        |     |       |        |        |        |     | -    | -      |
| 1975    | Team Toyota                | Toyota Corolla             |       |        |        | GRI NF | MAR    | POR 3  | FIN    | ITA | FRA   |        |        |        |     | -    | -      |
| 1975    | Team Toyota                | Toyota Celica              |       |        |        |        |        |        |        |     |       | GBR NF |        |        |     | -    | -      |
| 1976    | Toyota Team Europe         | Toyota Celica 2000GT       | MON   | ZWE    | POR 2  | KEN    | GRI NF | MAR    | FIN    | ITA | FRA   |        |        |        |     | -    | -      |
| 1976    | Toyota Team Europe         | Toyota Corolla             |       |        |        |        |        |        |        |     |       | GBR 5  |        |        |     | -    | -      |
| 1977    | Toyota Team Europe         | Toyota Celica 2000GT       | MON   | ZWE    | POR 3  | KEN    | NZL    | GRI NF | FIN    | CAN | ITA   | FRA    | GBR    |        |     | -    | -      |
| 1978    | Toyota Team Europe         | Toyota Celica 2000GT       | MON   | ZWE    | POR 4  | KEN    | GRI NF | FIN    | CAN    | ITA | IVK   | FRA    | GBR    |        |     | -    | -      |
| 1979    | Toyota Team Europe         | Toyota Celica 2000GT       | MON   | ZWE    | POR 3  | KEN    | GRI NF | NZL    | FIN    | ITA | CAN   | FRA    | GBR    | IVK 5  |     | 13   | 20     |
| 1980    | Toyota Team Europe         | Toyota Celica 2000GT       | MON   | ZWE    | POR 6  | KEN    | GRI 6  | ARG    | FIN    | NZL | ITA   | FRA    | GBR    |        |     | 24   | 12     |
| 1980    | Premoto Toyota             | Toyota Celica 2000GT       |       |        |        |        |        |        |        |     |       |        |        | IVK NF |     | 24   | 12     |
| 1982    | Premoto Toyota             | Toyota Celica 2000GT       | MON   | ZWE    | POR    | KEN    | FRA    | GRI    | NZL    | BRA | FIN   | ITA    | IVK NF | GBR    |     | -    | 0      |

##### Noot
- Het concept van het Wereldkampioenschap rally tussen 1973 en 1976, hield in dat er enkel een kampioenschap open stond voor constructeurs.
- In de seizoenen 1977 en 1978 werd de FIA Cup for Drivers georganiseerd. Hierin meegerekend alle WK-evenementen, plus tien evenementen buiten het WK om.

### Overwinningen
| Nr. | Seizoen | Rally             | Navigator  | Auto        |
| --- | ------- | ----------------- | ---------- | ----------- |
| 1   | 1975    | 23rd Safari Rally | Arne Hertz | Peugeot 504 |

## (Overige) Internationale overwinningen
| Seizoen | Rally                                  | Navigator   | Auto                     |
| ------- | -------------------------------------- | ----------- | ------------------------ |
| 1971    | 40ème Rallye Automobile de Monte-Carlo | David Stone | Alpine-Renault A110 1600 |
| 1971    | 42. Österreichische Alpenfahrt         | Arne Hertz  | Alpine-Renault A110 1600 |
| 1971    | 19th Acropolis Rally                   | Arne Hertz  | Alpine-Renault A110 1600 |